# Ashland Springs Hotel
El Ashland Springs Hotel es un hotel histórico en Ashland, Oregón, Estados Unidos. Construido en 1925, anteriormente se conocía como Mark Antony Motor Hotel o Lithia Springs Hotel. Fue incluido en el Registro Nacional de Lugares Históricos en 1978.
Es miembro de Historic Hotels of America, el programa oficial del National Trust for Historic Preservation. Fue construido antes de la Gran Depresión, originalmente como el Hotel Litha Springs. Fue construido como un hotel de primera clase para atraer visitantes a la zona, diseñado por el estudio de arquitectura Tourtellotte & Hummel con hormigón armado con elementos arquitectónicos que reflejaban un estilo renacentista románico, gótico y neoclásico. Fue planeado para ser el edificio más alto entre Portland y San Francisco. El diseño era similar al del Boise Hotel y al Baker Hotel, con una torre central de nueve pisos con dos alas cortas.
En 1961 pasó a llamarse Mark Antony Motor Hotel. Debido a problemas económicos, el propietario emprendió una extensa restauración bajo el programa de Rehabilitación Certificada del Servicio de Parques Nacionales por el cual los propietarios recibieron un crédito fiscal de preservación.